# 薬師川虹一
薬師川 虹一（やくしがわ こういち、1929年1月30日 - ）は、日本の英文学者、詩人、写真家。同志社大学名誉教授。
英国初期ロマン派が専門。詩誌『Ravine』編集・発行同人。日本現代詩人会、日本詩人クラブ、日本翻訳家協会、日本写真協会、日本バイロン協会、関西詩人協会、京都現代詩協議会、京都写真芸術家協会、京都市芸術文化協会に所属。

## 略歴
京都市生まれ。1952年同志社大学文学部英文科卒、1954年同大学院修士課程修了。立命館大学専任講師、助教授、教授、同志社大学文学部教授、1999年名誉教授、東海学園大学経営学部教授。
1997年京都市芸術文化協会賞受賞。2010年瑞宝中綬章受章。

## 著書
- 『疲れた犬のいる風景 薬師川虹一詩集』（文童社） 1994
- 『イギリス・ロマン派の研究』（世界思想社） 2000
- 『ヒーニーの世界』（洛西書院） 2000
- 『石佛に向かう 詩と写真』（洛西書院） 2006
- 『石佛に語る 詩と写真』（ギャラリーbe京都） 2009
- 『石佛と語る 詩と写真』（ギャラリーbe京都、宮帯出版社 (発売)） 2012
- 『石佛と生きる 詩と写真』（ギャラリーbe京都、宮帯出版社 (発売)） 2014

### 共編著
- 『マザー・グースと英詩の魅力』（豊田恵美子共編著、北星堂書店） 1990
- 『イギリス四季と生活の詩』（出口保夫共編著、研究社出版） 1994

## 翻訳
- 『障害児の治療と教育 精神薄弱とその生理学的治療』（エドワード・セガン、ミネルヴァ書房） 1973
- 『フィリップ・ラーキン詩集』（フィリップ・ラーキン、村田辰夫, 児玉実用, 坂本完春共訳、国文社） 1988
- 『想いと磐 リジア・シムクーテ詩集』（リジア・シムクーテ、竹林館） 2014

### シェイマス・ヒーニー
- 『電燈』（シェイマス・ヒーニー、村田辰夫, 坂本完春, 杉野徹共訳、国文社） 2006
- 『郊外線と環状線』（シェイマス・ヒーニー、村田辰夫, 坂本完春, 杉野徹共訳、国文社） 2010
- 『さ迷えるスウィニー』（シェイマス・ヒーニー、坂本完春, 杉野徹, 村田辰夫共訳、国文社） 2012
- 『人間の鎖』（シェイマス・ヒーニー、坂本完春, 杉野徹, 村田辰夫共訳、国文社） 2013

## 論文
- ＜薬師川虹一